# Zucchero pesante
Zucchero pesante è un racconto noir di Cornell Woolrich, pubblicato per la prima volta nel numero di gennaio 1937 della rivista pulp Pocket Detective.
In Italia il racconto è apparso all'interno del volume Se i morti potessero parlare, Giallo Mondadori n. 2476 del 1996.

## Trama
Keogh, disoccupato e squattrinato, spende gli ultimi spiccioli che si ritrova in tasca per un ultimo caffè in una squallida bettola di New York. Un modo come un altro per restare al caldo di un locale. Mentre sorseggia la bevanda dal sapore orribile, Keogh comincia ad osservare lo strano comportamento dell'unico altro avventore, un tipo piuttosto elegante e decisamente fuori luogo in quel caffè, che sembra intento a cercare metodicamente qualcosa nelle zuccheriere sui tavolini.
La curiosità ha il sopravvento sulla prudenza ed anche Keogh prova ad indagare sul contenuto della zuccheriera che ha davanti.
(Traduzione di Mauro Boncompagni, Mondadori.)
Qualcosa c'è, ma non c'è tempo per riflettere, dato che il tipo elegante forse si è accorto di qualcosa. Comincia così per Keogh una pericolosa avventura notturna fra le buie strade di New York.

## Edizioni
- Cornell Woolrich, Zucchero pesante, traduzione di Mauro Boncompagni, 1 ed., collana Giallo Mondadori, Arnoldo Mondadori Editore, 2001,  p. 27.